# Soldatovia polyactocephala
Soldatovia polyactocephala és una espècie de peix de la família dels estiquèids i l'única del gènere Soldatovia.

## Descripció
- Fa 42 cm de llargària màxima.[8][9]

## Hàbitat i distribució geogràfica
És un peix marí, demersal (entre 30 i 90 m de fondària) i de clima polar, el qual viu al Pacífic nord-occidental: el sud-est de Kamtxatka, el cap Aniva (Sakhalín, Rússia), la badia de Pere el Gran i el mar d'Okhotsk a Hokkaido (el Japó).

## Observacions
És inofensiu per als humans.